# 乐德铁路
乐德铁路是中华人民共和国江西省的一条地方铁路，也是皖赣铁路的一条支线，主要连接乐平市和德兴市。1971年，在地民工开始修筑路基，该铁路由铁道兵团兴建于1981年，全长64公里，于1986年正式通车，主要将德兴铜矿经乐平市的皖赣铁路运送至贵溪冶炼厂冶炼。又称乐德支线。
乐德铁路大体走向为自西向东，其发自乐平站，终于德兴市泗洲铜矿。目前该铁路计划东伸到新岗山镇与九景衢铁路连接。